# La nostalgie n'est plus ce qu'elle était
 (mars 2024).
Si vous disposez d'ouvrages ou d'articles de référence ou si vous connaissez des sites web de qualité traitant du thème abordé ici, merci de compléter l'article en donnant les références utiles à sa vérifiabilité et en les liant à la section « Notes et références ».
La nostalgie n'est plus ce qu'elle était est l'autobiographie de Simone Signoret. Ce livre paraît aux éditions du Seuil en 1976 puis est réédité au format de poche dans la collection Points, chez le même éditeur, en 1978. Il est accompagné d'une préface de Maurice Pons, qui est par ailleurs l'auteur des questions auxquelles répond la comédienne tout au long du livre.